# 斯潘蒂克峰
36°3′26.35″N 74°57′28.74″E / 36.0573194°N 74.9579833°E

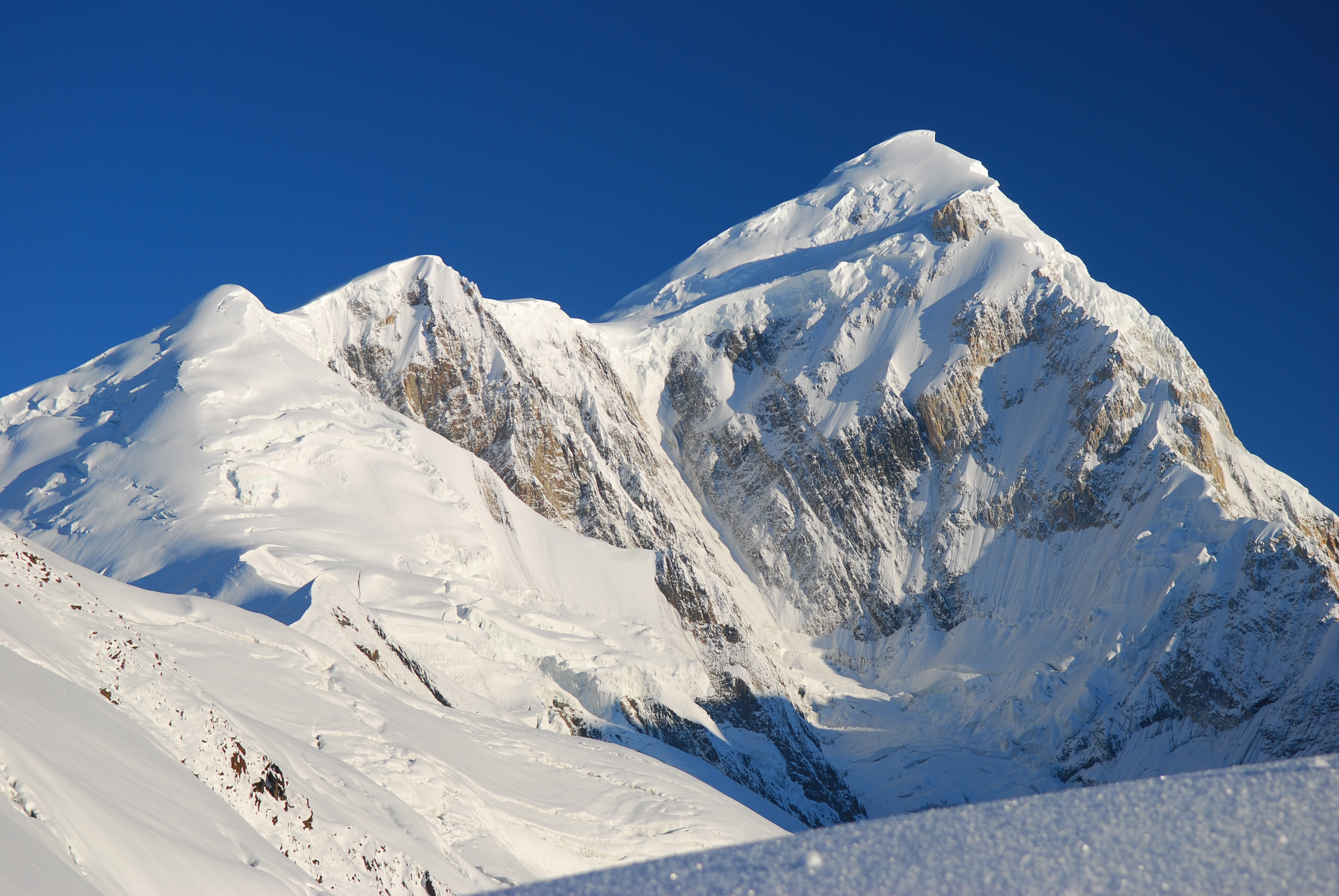

斯潘蒂克峰是巴基斯坦的山峰，位於該國北部，屬於喀喇崑崙山脈的一部分，海拔高度7,027米，德國攀山隊在1955年首次登上該山峰。

## 外部連結
- Northern Pakistan detailed placemarks in Google Earth （页面存档备份，存于）
- PakWheels.com （页面存档备份，存于）